# Bogacka Szklarnia
Bogacka Szklarnia est une localité polonaise de la gmina et du powiat de Kluczbork en voïvodie d'Opole.